# Skuld
Pour la montagne de Norvège, voir Miseryfjellet.

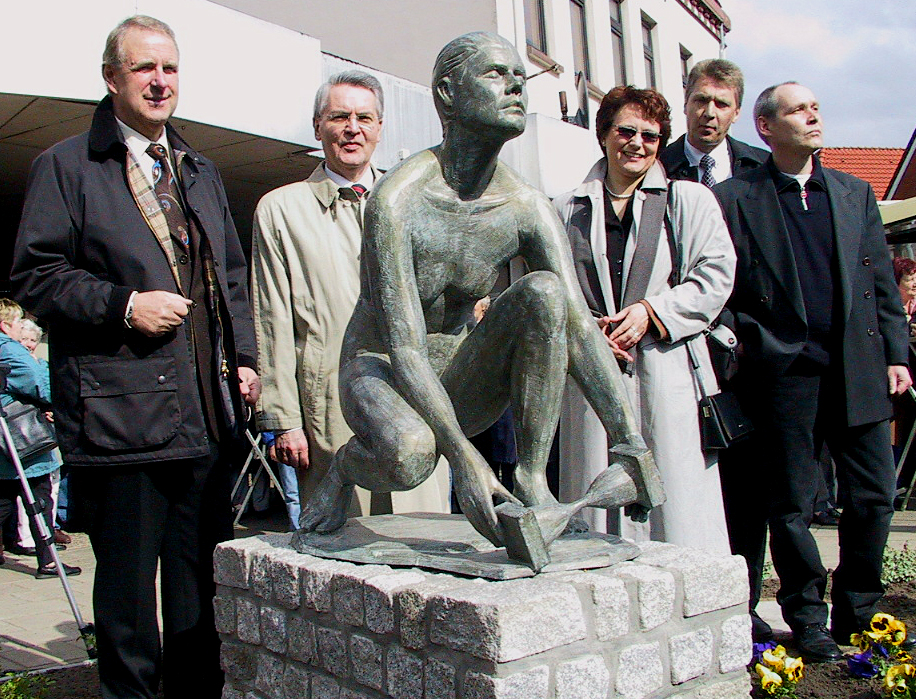
Skuld

Dans la mythologie nordique, Skuld est une des trois Nornes, accompagnée de Urd et Verdandi. Son nom signifie « ce qui est à venir ».
Skuld représente le futur, Urd, le passé, et Verdandi le présent.
Skuld apparaît également dans au moins deux poèmes nordiques en tant que Valkyrie (Pouvant signifier la même personne)
Völuspá :
| Sá hon valkyrjur vítt um komnar, görvar at ríða til Goðþjóðar. Skuld helt skildi, en Skögul önnur, Gunnr, Hildr, Göndul ok Geirskögul. | Elle voyait des Valkyries venir de fort lointain, prêtes à chevaucher vers Goðþjóð. Skuld portait un bouclier, et Skögul était une autre, Gunnr, Hildr, Göndul et Geirskögul. |

Dans le Nafnaþulur, complément de l'Edda de Snorri, l'on peut trouver les strophes suivantes :
| Mank valkyrjur Viðris nefna. Hrist, Mist, Herja, Hlökk, Geiravör, Göll, Hjörþrimul, Gunnr, Herfjötur, Skuld, Geirönul, Skögul ok Randgníð. Ráðgríðr, Göndul, Svipul, Geirskögul, Hildr ok Skeggöld, Hrund, Geirdriful, Randgríðr ok Þrúðr, Reginleif ok Sveið, Þögn, Hjalmþrimul, Þrima ok Skalmöld. | Je vais réciter le nom des Valkyries de Viðrir (Odin). Hrist, Mist, Herja, Hlökk, Geiravör Göll, Hjörþrimul Gunnr, Herfjötur Skuld, Geirönul Skögul et Randgníð. Ráðgríðr, Göndul, Svipul, Geirskögul, Hildr et Skeggöld, Hrund, Geirdriful, Randgríðr et Þrúðr, Reginleif et Sveið, Þögn, Hjalmþrimul, Þrima et Skalmöld. |